# 伊百六十八型潜水艦
伊百六十八型潜水艦（いひゃくろくじゅうはちがたせんすいかん）は、大日本帝国海軍の潜水艦の艦級。海大VI型a（かいだいろくがたエー）とも。同型艦6隻。太平洋戦争中に事故沈没1隻、戦没5隻。伊号第百六十八潜水艦はミッドウェー海戦において米空母ヨークタウンを撃沈した。

## 概要
ロンドン軍縮会議後の1930年（昭和5年）度の①計画において6隻が建造され、1932年（昭和9年）から1937年（昭和12年）にかけて竣工した。計画番号はS31。ロンドン会議の補助艦の制限から基準排水量は1,400トンに抑えられている。
主機には艦本式ディーゼルを採用し機関出力は従来（ズ式3号）のおよそ1.5倍となった。これにより海大型の当初からの目標であった速力23ノットが本型でようやく可能となった。ただしこのエンジンは就役後も初期トラブルが多発し問題が解決されたのは1938年（昭和13年）ごろであった。燃料搭載量はおよそ100トン増加しそれまでの海大型潜水艦よりも4割増し程度の大きな航続力を有した。
備砲は伊168,169,170の3隻は引き続き対水上、対空兼用を意図した10cm高角砲を装備した。伊171,172,173の3隻は代わりに12cm単装砲を装備している。その他の兵装は前型（海大5型）とほぼ同じである。

## 戦歴
太平洋戦争開戦時は全艦就役しており、6隻ともハワイ作戦に参加しているが開戦3日目には早くも伊70が撃沈されている。その後も第一線で用いられ伊168が米空母ヨークタウン、護衛駆逐艦ハムマンを撃沈するなどの活躍を見せたが、1隻が事故により沈没、残りもすべて戦没した。

## 同型艦
1942年（昭和17年）5月20日に改称、艦番に100を加えた。
- 伊号第百六十八潜水艦 ← 伊号第六十八潜水艦から改称
  - 1934年（昭和9年）7月31日竣工（呉海軍工廠）。1943年（昭和18年）7月27日 ラバウル北方で米潜「スキャンプ」の雷撃をうけ沈没。
- 伊号第百六十九潜水艦 ← 伊号第六十九潜水艦から改称
  - 1935年（昭和10年）9月28日竣工（三菱神戸）。1944年（昭和19年）4月4日 トラック諸島で事故により沈没。
- 伊号第七十潜水艦
  - 1935年（昭和10年）11月9日竣工（佐世保海軍工廠）。1941年（昭和16年）12月10日 ハワイ付近で艦載機の攻撃を受け沈没。
- 伊号第百七十一潜水艦 ← 伊号第七十一潜水艦から改称
  - 1935年（昭和10年）12月24日竣工（神戸川崎）。1944年（昭和19年）2月1日 ブカ島付近で米駆逐艦「ハドソン」「ゲスト」の爆雷攻撃を受け沈没。
- 伊号第百七十二潜水艦 ← 伊号第七十二潜水艦から改称
  - 1937年（昭和12年）1月7日竣工（三菱神戸）。1942年（昭和17年）11月3日 サンクリストバル島南西沖で米駆逐艦「マッカーラ」の爆雷攻撃を受け沈没。
- 伊号第七十三潜水艦
  - 1937年（昭和12年）1月7日竣工（神戸川崎）。1942年（昭和17年）1月27日 ミッドウェー島西方沖で米潜水艦「ガジョン」の攻撃を受け沈没[注釈 1][3]。

## 潜水隊の変遷
伊168型は同型艦6隻からなるため、6隻で2個潜水隊を編成した。全て呉鎮守府に配備されたため、呉鎮の固有番号の11~20までの番号の潜水隊である。

### 第十二潜水隊
呉鎮守府籍の伊68、伊69、伊70で編成。C2型潜水艦からなる先代の第12潜水隊が所属艦の除籍により1929年（昭和4年）12月1日に解隊されて以来の2代目となる。太平洋戦争では中部太平洋、北部太平洋での輸送・哨戒任務に従事した。所属艦全艦の戦没により昭和19年7月10日に解隊された。
1935年(昭和10年)10月8日：伊68、伊69で編成。第12潜水隊司令古宇田武郎中佐。呉鎮守府部隊。
1935年(昭和10年)11月9日：竣工した伊70を編入。編成完結。
1935年(昭和10年)11月15日：第二艦隊第2潜水戦隊。
1936年(昭和11年)12月1日：第12潜水隊司令石崎昇大佐。
1937年(昭和12年)12月1日：第12潜水隊司令佐藤四朗中佐。
1938年(昭和13年)11月15日：第12潜水隊司令大倉留三郎中佐。呉鎮守府部隊。
1939年(昭和14年)5月1日：伊69が予備艦となる。
1939年(昭和14年)8月24日：伊70が第三予備艦となる。
1939年(昭和14年)11月15日：第12潜水隊司令佐々木半九大佐。第二艦隊第3潜水戦隊。
1940年(昭和15年)10月19日：伊68が予備艦となる。第12潜水隊司令中岡信喜大佐。
1940年(昭和15年)11月15日：第六艦隊第3潜水戦隊。
1941年(昭和16年)12月10日：モロカイ島ハラワ岬北東沖で伊70戦没。翌年3月15日除籍。
1942年(昭和17年)3月20日：解隊された第20潜水隊より伊71、伊72を編入。
1942年(昭和17年)7月1日：第12潜水隊司令岡本義助大佐。
1942年(昭和17年)11月3日：サンクリストバル島南西沖で伊172戦没(岡本司令戦死)。12月15日除籍。
1942年(昭和17年)12月28日：第12潜水隊司令小林一中佐。
1943年(昭和18年)3月15日：解隊された第11潜水隊より伊174、伊175、伊176を編入。
1943年(昭和18年)7月27日：ステフェン海峡で伊168戦没。10月15日除籍。
1943年(昭和18年)9月15日：第六艦隊。
1944年(昭和19年)2月1日：ブカ島南西沖で伊171戦没。4月30日除籍。第12潜水隊司令楢原省吾中佐。
1944年(昭和19年)2月17日：タロア島北東沖で伊175戦没(小林司令戦死)。7月10日除籍。
1944年(昭和19年)4月4日：トラックで伊169事故沈没。6月10日除籍。
1944年(昭和19年)4月12日：トラック北方沖で伊174戦没。6月10日除籍。
1944年(昭和19年)5月1日：楢原司令離任。
1944年(昭和19年)5月16日：ブカ島北方沖で伊176戦没。7月10日除籍。
1944年(昭和19年)7月10日：解隊。

### 第二十潜水隊
呉鎮守府籍の伊71、伊72、伊73で編成。太平洋戦争ではハワイ周辺での哨戒任務に従事したが、昭和17年1月27日に伊73が戦没し、司令官が戦死したことにより3月20日に解隊された。
1937年(昭和12年)1月7日：伊71、伊72、伊73で編成。第20潜水隊司令古宇田武郎中佐。呉鎮守府部隊。
1937年(昭和12年)12月1日：第20潜水隊司令大和田昇大佐。第二艦隊第2潜水戦隊。
1938年(昭和13年)11月1日：第20潜水隊司令貴島盛次中佐。
1939年(昭和14年)10月10日：伊71が予備艦となる。
1939年(昭和14年)11月15日：第12潜水隊司令今里博中佐。第二艦隊第3潜水戦隊。
1940年(昭和15年)11月15日：第六艦隊第3潜水戦隊。
1941年(昭和16年)8月11日：第20潜水隊司令大竹寿雄中佐。
1942年(昭和17年)1月27日：ミッドウェー島西方沖で伊73戦没(大竹司令戦死)。
1942年(昭和17年)3月10日：伊73が第四予備艦となり、第20潜水隊より除かれる。3月15日除籍。
1942年(昭和17年)3月20日：解隊。残存艦は第12潜水隊に編入。以降は上記第12潜水隊の項で記述する。